# Hrabstwo Schley

Piramida wieku hrabstwa

Hrabstwo Schley (ang. Schley County) – hrabstwo w stanie Georgia w Stanach Zjednoczonych. Jego siedzibą administracyjną jest Ellaville.

## Geografia
Według spisu z 2000 roku obszar całkowity hrabstwa obejmuje powierzchnię 167,82 mil2 (434,65 km²), z czego  167,61 mil2 (434,11 km²) stanowią lądy, a 0,21 mil2 (0,54 km²) stanowią wody.

### Sąsiednie hrabstwa
- Hrabstwo Taylor (północ)
- Hrabstwo Macon (wschód)
- Hrabstwo Sumter (południe)
- Hrabstwo Marion (zachód)

## Demografia
Według spisu z 2020 roku liczy 4547 mieszkańców, co oznacza spadek o 9,2% w porównaniu z poprzednim spisem z roku 2010. Według danych pięcioletnich z 2021 roku 75,4% to biali (71% nie licząc Latynosów), 19,9% czarnoskórzy lub Afroamerykanie, 3,6% miało rasę mieszaną, 1% Azjaci i 0,2% to rdzenna ludność Ameryki. Latynosi stanowili 6,7% populacji hrabstwa.

## Religia
W 2020 roku 74,3% mieszkańców wyznawało baptyzm i 15,8% metodyzm. 

## Polityka
Hrabstwo jest silnie republikańskie, gdzie w wyborach prezydenckich w 2020 roku, 79,1% głosów otrzymał Donald Trump i 20,3% przypadło dla Joe Bidena.